# St. Augustine Shores (Florida)
St. Augustine Shores és una concentració de població designada pel cens dels Estats Units a l'estat de Florida. Segons el cens del 2000 tenia 4.922 habitants.

## Demografia
Segons el cens del 2000, St. Augustine Shores tenia 4.922 habitants, 2.269 habitatges, i 1.490 famílies. La densitat de població era de 552,4 habitants/km².
Dels 2.269 habitatges en un 19% hi vivien nens de menys de 18 anys, en un 54,5% hi vivien parelles casades, en un 8,6% dones solteres, i en un 34,3% no eren unitats familiars. En el 28,7% dels habitatges hi vivien persones soles el 19,3% de les quals corresponia a persones de 65 anys o més que vivien soles. El nombre mitjà de persones vivint en cada habitatge era de 2,16 i el nombre mitjà de persones que vivien en cada família era de 2,63.
Per edats la població es repartia de la següent manera: un 17,1% tenia menys de 18 anys, un 3,9% entre 18 i 24, un 21,8% entre 25 i 44, un 23,2% de 45 a 60 i un 34% 65 anys o més.
L'edat mediana era de 51 anys. Per cada 100 dones de 18 o més anys hi havia 77,9 homes.
La renda mediana per habitatge era de 40.417 $ i la renda mediana per família de 46.682 $. Els homes tenien una renda mediana de 35.081 $ mentre que les dones 26.250 $. La renda per capita de la població era de 20.374 $. Entorn del 4,4% de les famílies i el 6,9% de la població estaven per davall del llindar de pobresa.

## Poblacions properes
El següent diagrama mostra les poblacions més properes.